# هيلموت هرمان
هيلموت هرمان (بالألمانية: Helmut Hermann)‏ (16 ديسمبر 1966 بكارلسروه في ألمانيا - ) هو لاعب كرة قدم ألماني في مركز الهجوم. لعب مع نادي كارلسروه ونادي كارلسروه 2 ‏.

## وصلات خارجية
- هيلموت هرمان على موقع قاعدة بيانات كرة القدم.إي يو (الإنجليزية)
- هيلموت هرمان على موقع بيانات كرة القدم. دي إي (الألمانية)